# Sercanie
Sercanie, Zgromadzenie Księży Najświętszego Serca Jezusowego, tzw. sercanie czarni (Congregatio Sacerdotum a Sacro Corde Iesu, w skrócie SCI lub SCJ) – katolicki klerycki instytut zakonny na prawie papieskim, założony w 1878 roku w Saint Quentin (Francja) przez Sługę Bożego ks. Leona Jan Dehona.

## Cele i zadania
Celem działalności Zgromadzenia jest misja w Kościele, wyrastająca z duchowości, czyli modlitwy i kontemplacji Serca Jezusowego. Należy do niej adoracja eucharystyczna jako służba dla Kościoła oraz posługa dla potrzebujących. Ojciec Dehon położył również duży nacisk na posługę formacyjną dla kapłanów i zakonników. Charyzmat o. Dehona miał podwójny wymiar: mistyczny i społeczny. Mistyczny wyraża się głębokim nabożeństwem do Serca Jezusowego, z podkreśleniem potrzeby wynagrodzenia za grzechy oziębłości, obojętności i niewdzięczności wielu ludzi: świeckich i duchownych. Wynagrodzenie winno dokonywać się przez głęboką miłość do Serca Jezusa, zjednoczenie w jego postawie ofiary i życie nią każdego dnia. Drugi kierunek – społeczny – to praca nad budowaniem królestwa Bożego Serca wśród robotników, poszkodowanych, cierpiących i potrzebujących duchowego wsparcia.
Specjalnym polem pracy jest Ruch Młodzieży Sercańskiej i Sercańska Wspólnota Świeckich, które służą rozwijaniu ducha modlitwy oraz docenianiu praktyk duchowych właściwych czcicielom Bożego Serca: pobożne przeżywanie pierwszych piątków miesiąca, odprawianie godziny świętej, adoracja Najświętszego Sakramentu. Za swoje szczególne zadanie sercanie uważają rozszerzanie i pogłębianie wśród wiernych kultu Bożego Serca. Dzieje się to na płaszczyźnie duchowej, zakonnej oraz przez wskazane wyżej liczne dzieła apostolskie. Głoszenie nieskończonej miłości Boga, objawionej w tajemnicy otwartego Serca Jezusowego, jest ważnym wkładem sercanów w życie Kościoła w Polsce.

## Historia
Sercanie przybyli do Polski w 1928 r., natomiast prowincja zakonna została utworzona w 1947 r. i liczy 246 zakonników (2019 r.). Sercanie w Polsce głoszą misje i rekolekcje, prowadzą parafie, pracują na uczelniach katolickich, posiadają własne wydawnictwo, prowadzą duszpasterstwo przedsiębiorców i pracodawców, prowadzą dzieła socjalne przy parafiach i niektórych domach zakonnych. Sercanie z Polski pracują również na misjach w Demokratycznej Republice Konga, Republice Południowej Afryki, Indonezji, Indiach, Kamerunie, na Filipinach, prowadzą duszpasterstwo w Finlandii, Austrii, Chorwacji, Szwajcarii, Francji, Niemczech, Słowacji. 
Sercanie z prowincji polskiej prowadzą także parafie na terenach dawnego Związku Radzieckiego:
Białoruś - Grodno, Lack, Ostryna, Baranowicze, Lachowicze, Postawy, Szarkowszczyzna, Woropajewo).
Mołdawia  - Tiraspol, Raszków, Słoboda-Raszków, Rybnica i Bendery, Iwanówka,
Ukraina - Romanów, Bykówka, Pierszotrawiensk, Zaporoże oraz 10 kościołów filialnych i 23 punkty dojazdowe.

## Habit sercanów
Habitem sercanów jest sutanna duchowieństwa diecezjalnego w danej diecezji, przepasana czarnym sznurem zwanym kordonem.

## Przełożeni generalni
- Czcigodny Sługa Boży[3] o. Leon Jan od Serca Jezusa Dehon 28 czerwca 1878 – 12 sierpnia 1925 – Francja
- Ks. Józef Wawrzyniec Philippe 20 stycznia 1926 – 7 października 1935 – Luksemburg
- Ks. Wilhelm Teodor Govaart 24 października 1935 – 7 września 1953 – Holandia
- Ks. Alfons Maria Lellig 11 stycznia 1954 – 13 grudnia 1958 – Niemcy
- Ks. Józef Antoni de Palma 15 lipca 1959 – 6 czerwca 1967 – Ameryka Północna
- Ks. Albert Bourgeois 6 czerwca 1967 – 6 czerwca 1979 – Francja
- Ks. Antonio Panteghini 6 czerwca 1979 – 24 maja 1991 – Włochy
- Ks. Virginio Domingo Bressanelli 24 maja 1991 – 27 maja 2003 – Argentyna-Urugwaj
- Ks. José Ornelas Carvalho 27 maja 2003 - 25 maja 2015 – Portugalia
- Ks. Heiner Wilmer 25 maja 2015 - 6 kwietnia 2018 – Niemcy
- Ks. Carlos Luis Suárez Codorniú od 20 lipca 2018 – Hiszpania

## Przełożeni prowincji polskiej
- Ks. Michał Wietecha SCJ - I Prowincjał (1947–1953)
- Ks. Władysław Majka SCJ - II Prowincjał (1953–1954)
- Ks. Jan Bem SCJ - III i VII Prowincjał (1954–1957; 1974–1977)
- Ks. Stanisław Sidełko - IV Prowincjał (1957–1963)
- Ks. Romuald Skowronek SCJ - V Prowincjał (1963–1969)
- Ks. Józef Nawieśniak SCJ - VI Prowincjał (1969–1974)
- Ks. Czesław Kunda SCJ - VIII Prowincjał (1977–1983)
- Ks. Antoni Czaja SCJ - IX Prowincjał (1983–1986)
- Ks. Kazimierz Sławiński SCJ - X Prowincjał (1986–1992)
- Ks. Czesław Konior SCJ - XI Prowincjał (1992–1998)
- Ks. Józef Gaweł SCJ - XII Prowincjał (1998–1999)
- Ks. Zbigniew Bogacz SCJ - XIII Prowincjał (1999–2003)
- Ks. Tadeusz Michałek SCJ - Administrator Prowincji (2003–2004) i XIV Prowincjał (2004–2010)
- Ks. Artur Sanecki SCJ - XV Prowincjał (2010-2015)
- Ks. Wiesław Święch SCJ - XVI Prowincjał (2015-2021)
- Ks. Sławomir Knopik SCJ - XVII Prowincjał od 2021[4]

## Polscy biskupi sercańscy
- kard. Stanisław Nagy SCJ
- bp Adam Musiałek SCJ
- bp Józef Wróbel SCJ

## Inni biskupi sercańscy
- kard. Eusébio Scheid SCJ
- abp Claudio Dalla Zuanna SCJ
- abp Wilson Tadeu Jönck SCJ
- abp Murilo Krieger SCJ
- abp Zolile Peter Mpambani SCJ
- abp Aloysius Sudarso SCJ
- bp Vilson Basso SCJ
- bp Vital Chitolina SCJ
- bp Virginio Domingo Bressanelli SCJ
- bp José Alfredo Caires de Nobrega SCJ
- bp José Ornelas Carvalho SCJ
- bp Willem Cobben SCJ
- bp Elio Giovanni Greselin SCJ
- bp Józef Wawrzyniec Philippe SCJ
- bp Gaetano Di Pierro SCJ
- bp André Vital Félix da Silva SCJ
- bp Teemu Sippo SCJ
- bp António de Sousa Braga SCJ
- bp Manuel Quintas SCJ
- bp Paul Verschuren SCJ
- bp Antônio Wagner da Silva SCJ
- bp José Nelson Westrupp SCJ
- bp Heiner Wilmer SCJ
- bp Tomé Makhweliha SCJ

## Inni sercanie
- Ks. Stanisław Hałas (duchowny) SCJ
- Ks. Tadeusz Kałużny SCJ
- Ks. Henryk Majkrzak SCJ
- Ks. Marian Radwan SCJ
- Ks. Marek Stokłosa SCJ
- Ks. Józef Wroceński SCJ

## Parafie sercanów w Polsce
- Parafia Najświętszej Maryi Panny Matki Kościoła i Świętej Barbary w Bełchatowie
- Parafia św. Stanisława Biskupa Męczennika w Binczarowej
- Parafia Matki Bożej Częstochowskiej w Chmielowie
- Parafia Najświętszego Serca Pana Jezusa we Florynce
- Parafia Najświętszego Serca Pana Jezusa w Glisnem
- Parafia Najświętszego Serca Pana Jezusa w Koszycach Małych
- Parafia Najświętszego Serca Pana Jezusa w Krakowie (Podgórze)
- Parafia Matki Bożej Fatimskiej w Krakowie (Płaszów)
- Parafia Dobrego Pasterza w Lublinie
- Parafia św. Stanisława w Ostrowcu Świętokrzyskim
- Parafia Najświętszego Serca Jezusowego w Pliszczynie
- Parafia Podwyższenia Świętego Krzyża w Sosnowcu
- Parafia Najświętszego Serca Pana Jezusa w Stadnikach
- Parafia św. Antoniego Padewskiego w Stopnicy
- Parafia Matki Bożej Nieustającej Pomocy w Węglówce
- Parafia św. Brata Alberta Chmielowskiego w Kaliszu